# Timo Tjahjanto
Timo Tjahjanto (né le 4 septembre 1980 à Wilhelmshaven en Allemagne) est un réalisateur, scénariste et producteur indonésien.

## Biographie
Timo Tjahjanto a créé la société de cinéma Merah Production. Avant de se lancer en solo, il a composé un duo de réalisateurs avec Kimo Stamboel : The Mo Brothers.

## Filmographie
- 2007 : Dara, court métrage (coréalisé avec Kimo Stamboel)
- 2009 : Macabre (coréalisé avec Kimo Stamboel)
- 2014 : Killers (coréalisé avec Kimo Stamboel)
- 2012 : The ABCs of Death, segment L is for Libido
- 2013 : V/H/S/2, segment Safe Haven (coréalisé avec Gareth Evans)
- 2016 : Headshot (coréalisé avec Kimo Stamboel)
- 2018 : May the Devil Take You (id) (Sebelum iblis menjemput)
- 2018 : The Night Comes for Us
- 2019 : Portals, segment Sarah
- 2020 : May the Devil Take You Too (id) (Sebelum iblis menjemput ayat 2)
- 2021 : V/H/S 94, segment The Subject
- 2022 : The Big 4
- 2024 : L'Ombre rebelle (The Shadow Strays)
- 2025 : Nobody 2